# Желтура
Желтура́ (бур. Зэлтэр) — село в Джидинском районе Республики Бурятия. Административный центр сельского поселения «Желтуринское».

## География
Село расположено на правобережье реки Джиды в 31 км к юго-западу от районного центра — села Петропавловка. Находится на правом берегу реки Желтуры, в 1 км от её впадения в Джиду. К северо-востоку от села, ниже по течению реки расположено село Тэнгэрэк.

## История
История села начинается с первой четверти XVIII века, когда здешние места заселили казаки, охранявшие границы Российской империи. Желтура была крупной казачьей станицей, где располагались таможенный пункт, несколько магазинов, церковно-приходская школа, Покровская церковь.
Свято-Покровская церковь стала первым православным храмом, возродившимся в Джидинской долине в постсоветское время. Церковь распахнула свои двери 14 октября 2000 года, а 14 октября 2002 года Епископ Читинский и Забайкальский Евстафий освятил Престол.

## Население
| 2002 | 2010 |
| ---- | ---- |
| 533  | ↘427 |

## Инфраструктура
Основная общеобразовательная школа, Дом культуры, библиотека, почта, фельдшерско-акушерский пункт.

## Достопримечательности
- Музей-усадьба «Казачья изба»
- Свято-Покровская церковь
- Музей маршала К. К. Рокоссовского
- Желтуринский казачий хор
- Дозор — керексуры (бронзовый век). Четыре керексура в виде курганов, сложенных из крупных камней полусферической формы.
- Желтура — стоянка (бронзовый век — средневековье)
- Тохойский хутор — могильник (бронзовый век)

## Люди, связанные с селом
- Рокоссовский К. К. — Маршал Советского Союза
- Клочихин Леонид Михайлович - генерал-лейтенант авиации

## Галерея
- Желтуринские казачата на фестивале
- Заброшенная мельница в окрестностях села Желтура, на левом берегу реки Джида.
- Свято-Покровская церковь